# Boscia urens
Boscia urens là một loài thực vật có hoa trong họ Capparaceae. Loài này được Welw. ex Oliv. mô tả khoa học đầu tiên năm 1868.